# 卡斯塔尼亚堡
卡斯塔尼亚堡（義大利語：Castel Castagna）是意大利泰拉莫省的一个市镇。总面积17平方公里，人口509人，人口密度29.9人/平方公里（2009年）。ISTAT代码为067010。